# Shin Koyamada
Shin Koyamada (小山田 真?, Koyamada Shin; Okayama, 10 marzo 1982) è un attore giapponese, che lavora soprattutto per produzioni americane.

## Filmografia

### Cinema
- A Ninja Pays Half My Rent, regia di Steven K. Tsuchida - cortometraggio (2003)
- L'ultimo samurai (The Last Samurai), regia di Edward Zwick (2003)
- Constellation, regia di Jordan Walker-Pearlman (2005)
- Good Soil, regia di Craig Shimahara - cortometraggio (2007)

### Televisione
- Power Rangers Wild Force – serie TV, episodio 1x14 (2002) - non accreditato
- Jake 2.0 – serie TV, episodio 1x06 (2004)
- Wendy Wu: Guerriera alle prime armi (Wendy Wu: Homecoming Warrior), regia di John Laing - film TV (2006)
- Disney Channel Games – serie TV (2006-2008)
- Ai no shizuku, regia di David Onishi - film TV (2010)

## Doppiatori italiani
- Emiliano Coltorti in Wendy Wu: Guerriera alle prime armi